# Bruno Lazaroni
Pour les articles homonymes, voir Amorim et Lazaroni.
Bruno Amorim Lazaroni est un footballeur brésilien né le 13 septembre 1980 à Rio de Janeiro. Il évolue au poste de milieu de terrain.
Au total, il a joué 32 matchs en 1re division brésilienne, 55 matchs en 1re division portugaise et 10 matchs en 1re division suisse.

## Carrière
Mise à jour à l'issue de la saison 2009-2010
| Saison    | Club                        | Montant | Division | Matches | Buts |
| --------- | --------------------------- | ------- | -------- | ------- | ---- |
| 2000-2002 | Bangu AC                    |         |          |         |      |
| 2002      | CR Vasco da Gama            |         | I        | 14      | 0    |
| 2003      | CR Vasco da Gama            |         | I        | 18      | 0    |
| 2003-2004 | FC Saint-Gall               |         | I        | 10      | 0    |
| 2005      | Clube Atlético Sorocaba     |         | III      |         |      |
| 2006      | Portuguesa                  |         | II       | 5       | 0    |
| 2007      | América FC (Rio de Janeiro) |         | III      |         |      |
| 2007-2008 | Naval 1er Mai               |         | I        | 8       | 0    |
| 2008-2009 | Naval 1er Mai               |         | I        | 22      | 1    |
| 2009-2010 | Naval 1er Mai               |         | I        | 25      | 0    |